# Metopius unifenestratus
Metopius unifenestratus là một loài tò vò trong họ Ichneumonidae.